# Округ Лејк (Орегон)
Округ Лејк (енгл. Lake County) је округ у америчкој савезној држави Орегон.

## Демографија
По попису из 2010. године број становника је 7.895, што је 473 (6,4%) становника више него 2000. године.
| Група             | 2000.         | 2010.         |
| Белци             | 6.617 (89,2%) | 6.875 (87,1%) |
| Афроамериканци    | 10 (0,1%)     | 39 (0,5%)     |
| Азијати           | 53 (0,7%)     | 53 (0,7%)     |
| Хиспаноамериканци | 404 (5,4%)    | 545 (6,9%)    |
| Укупно            | 7.422         | 7.895         |